# Nongzhang Zhen
Nongzhang Zhen (kinesiska: 弄璋, 弄璋镇) är en köping i Kina. Den ligger i provinsen Yunnan, i den sydvästra delen av landet, omkring 490 kilometer väster om provinshuvudstaden Kunming. Antalet invånare är 45 270. Befolkningen består av 22 372 kvinnor och 22 898 män. Barn under 15 år utgör 21,0 %, vuxna 15-64 år 72 %, och äldre över 65 år 5,0 %.
Genomsnittlig årsnederbörd är 1 649 millimeter. Den regnigaste månaden är juli, med i genomsnitt 414 mm nederbörd, och den torraste är januari, med 2 mm nederbörd.